# Népirtás
A népirtás vagy genocídium bizonyos bűncselekményeknek valamely nemzeti, etnikai, faji vagy vallási csoport teljes vagy részleges megsemmisítésének szándékával történő elkövetését jelenti.

## Leírása, formái
A népirtás emberiség és béke elleni bűn, nemzetközi jogi bűncselekmény a Párizsban 1947 február 10. napján kelt békeszerződés 6. cikke szerint. 1948-ban a népirtás bűntettének megelőzéséről és megbüntetéséről ENSZ egyezmény (ún. genocídiumegyezmény) született. A népirtás diktatúrát vagy háborús helyzetet és fegyveres agressziót feltételez.
Lehet szervezett, nagyszámú gyilkosság vagy az arra tett kísérlet (fizikai népirtás), súlyos testi vagy mentális sérülés okozása, a csoport olyan életfeltételek közé kényszerítése, ami alkalmas a csoport teljes vagy részleges fizikai megsemmisítésére (például mesterséges éhínség, halálra dolgoztatás), vagy olyan intézkedések, amelyek célja a csoporton belüli születések meggátolása (biológiai népirtás), valamint a gyermekek erőszakkal áthelyezése a csoportból egy másik csoportba.
Kriminológiai szempontból a népirtás egy folyamat, amely hosszabb-rövidebb idő alatt megy végbe és elkülöníthető szakaszai vannak. Fontos azonban megjegyezni, hogy nem minden népirtásban található meg minden szakasz, például a ruandai népirtás során nem került sor a tuszik elszigetelésére. A folyamat első szakasza a célpontok, a leendő áldozatok körének meghatározása, ezt követi az áldozatok nyilvántartásba vétele, majd ezután a megjelölése és diszkriminálása, aztán a velük szemben bevezetett vagyoni korlátozások és vagyonelkobzás, majd a módszeres elszigetelés és végül a tömeges kiirtás. A kiirtás változatos módon mehet végbe, míg például a holokauszt során a legmodernebb technológiát használták, a ruandai népirtás során egyszerű bozótvágókat alkalmaztak.

## Hírhedt népirtások

### Gyarmatosító népirtások
| Évszám     | Elkövetők               | Áldozatok                                           |
| ---------- | ----------------------- | --------------------------------------------------- |
| 15–16. sz. | spanyolok és portugálok | közép- és dél-amerikai indiánok                     |
| 1641 u.    | hollandok               | raritánok                                           |
| 1675       | new englandi telepesek  | vampanoagok, narraszengettek                        |
| 1829–37    | USA                     | csirokik, csikaszók , csoktók, krikek és szeminolék |
| 1803–1876  | brit birodalom          | tasmaniai őslakos (aborigino) nép teljes kiirtása   |

### 18–19. századi népirtások
- 1755–1758 Dzsungár népirtás (kínaiul :準噶爾滅族) a mongol dzsungár nép tömeges megsemmisítése volt a Csing-dinasztia idején.
- 1800–1870 k. – Cserkesz népirtás – Az Orosz Birodalom szisztematikus tömeggyilkossága, etnikai tisztogatása a cserkesz lakosság 80-97%-át érintette. (Kb. 800.000 – 1.500.000 ember)

### 20. századi népirtások (nem teljeskörűen)

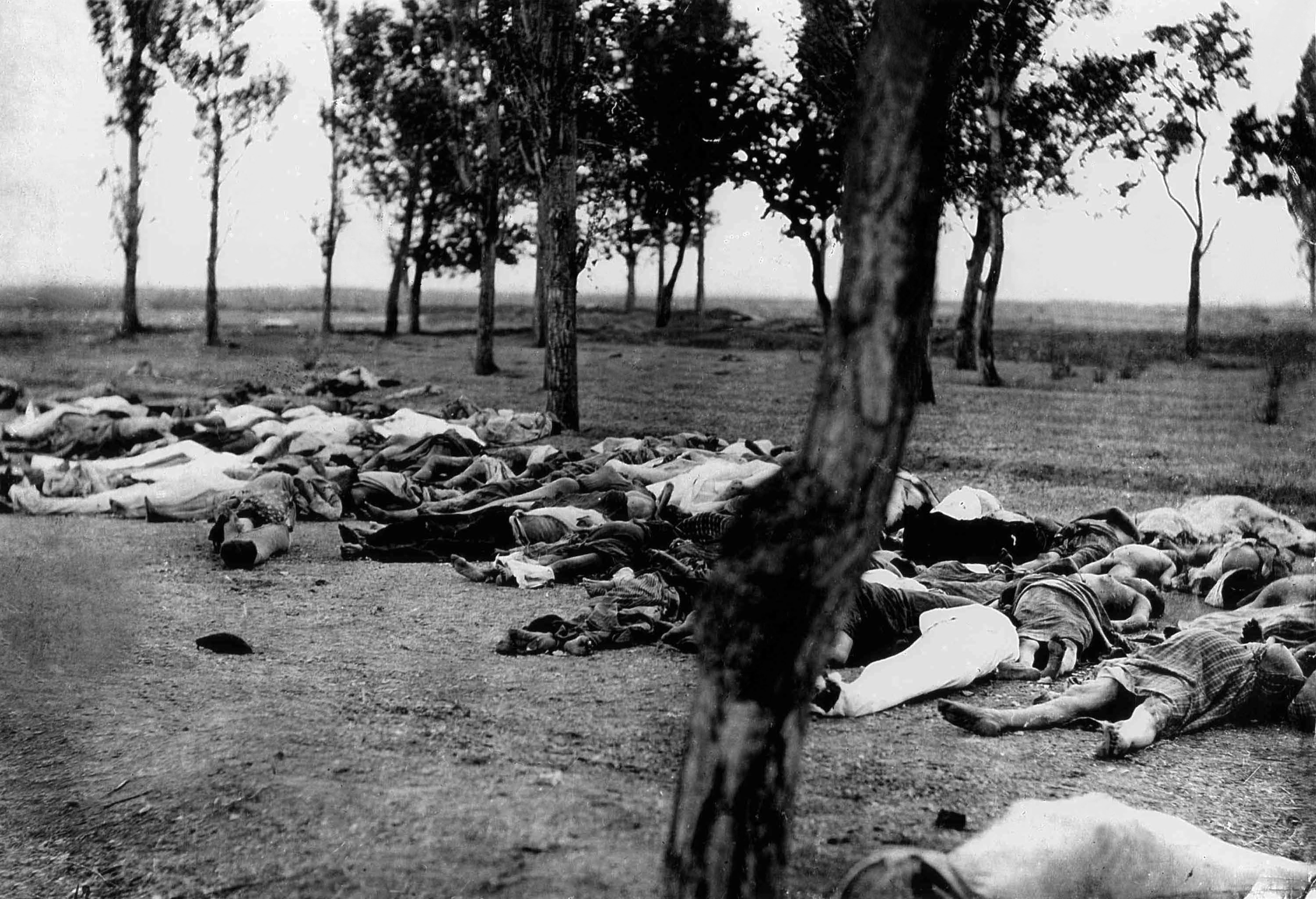
Az örmény népirtás halottjainak egy csoportja

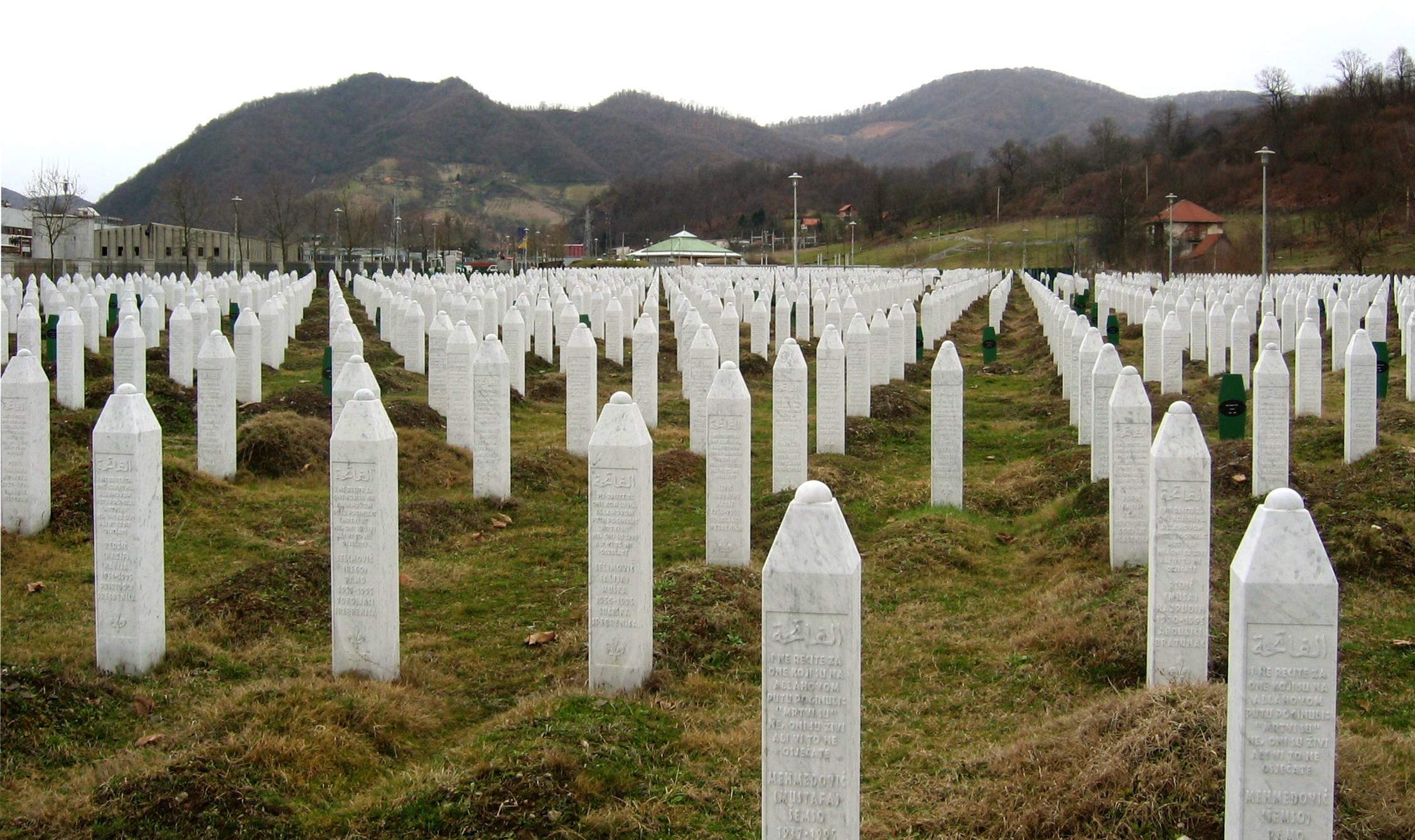
A Srebrenicai népirtás áldozatainak sírkövei

- 1904. A hererók népirtása Namíbíában. (65 000 – 110 000) (Német Császárság)
- 1915–1923. Örmény népirtás Törökországban. (600 000 – 1 500 000) (Oszmán Birodalom)
- 1932–1933. A (holodomor) Ukrajnában, a világválság alatti nagy szovjet éhínség során Ukrajna tudatos kifosztása és kiéheztetése.[5] (6 000 000 – 10 000 000) (Sztálini Szovjetunió)
- 1933–1945. Zsidó holokauszt. (5 100 000 – 6 200 000) (Hitleri Németország, Harmadik birodalom és csatlósai)
- 1933–1945: Cigány holokauszt (igen bizonytalan: 100 000 – 2 000 000) (Hitleri Németország, Harmadik birodalom és csatlósai)
- 1937: Petrezselyem-mészárlás. Mindössze öt nap alatt történt, így az egyik legsúlyosabb arányú népirtás. (17 000-35 000) (Dominikai Köztársaság)
- 1937–1938. A belorusz elit megsemmisítését célzó népirtás(?) (Sztálini Szovjetunió)
- 1937–1945. A japán 731-es alakulat biológiai fegyverekkel folytatott tevékenysége Mandzsúriában és Kínában. (400 000 – 600 000) (Japán)
- 1941–1944: A szovjet (elsősorban belorusz) partizánmozgalmak elleni háborús bűncselekmények civil áldozatai (500 000 – 3 000 000) (Hitleri Németország, Harmadik birodalom és csatlósai)
- 1941–1944: A horvát Usztasa népirtása szerbekkel, zsidókkal, cigányokkal szemben (300 000 – 1 000 000) (Horvát Usztasa, Független Horvát Állam)
- 1965, 1972: Burundi hutukkal szembeni népirtás (100 000 – 300 000) (Tuszi vezetésű Burundi)
- 1971: Bangladesiek elleni pakisztáni akciók a bangladesi függetlenségi háború során (300 000 – 3 000 000) (Pakisztán)
- 1971–1979: Idi Amin Dada rezsimének népirtása Ugandában főleg alcsoli és langi törzsek körében. (100 000 – 500 000) (Ugandai rezsim)
- 1975–1979: A vörös khmerek népirtása Kambodzsában. (1 700 000 – 3 000 000) (Kambodzsai rezsim)
- 1983–2005: Második szudáni polgárháború. Iszlám miliciák és a khartoumi kormány hadjáratai a dél-szudáni és a darfúri lakosság ellen (szudáni genocídium). (2 000 000 – 2 500 000) (Szudán)
- 1994: A ruandai népirtás, 10%-ban hutu és 90%-ban tuszi áldozatokkal (ezzel a ruandai tuszik kb 75%-át legyilkolták) (500 000 – 1 000 000) (főleg hutu milíciák, az Interahamwe és a Impuzamugambi)
- 1995: Srebrenicai népirtás a délszláv háborúban bosnyák civilek ellen. (8 000 – 8 500) (Boszniai Szerb Köztársaság)

### 21. századi népirtások
- 2014–2017 – Iraki türkmén népirtás – Az Iszlám Állam által elkövetett iraki türkmének meggyilkolásának, nemi erőszakának, kivégzésének, kiutasítésénak és szexuális rabszolgaságának sorozatára utal. 2017-ben az iraki parlament hivatalosan is népirtásnak ismerte el.
- 2014 óta, Ujgur népirtás – A kínai hszincsiang tartományban a kínai kommunista párt irányítása alatt az ujgurok és más etnikai és vallási kisebbségek ellen elkövetett emberi jogi visszaélések és gyilkosságok.
- 2016 óta Rohingja népirtás – A muzulmán rohingja nép elleni folyamatos üldöztetések és gyilkosságok sorozata a mianmari hadsereg által.

## Jogi meghatározása
A népirtás nemzetközi jogi fogalmát a népirtás bűntettének megelőzéséről és megbüntetéséről szóló ENSZ-egyezmény határozza meg 1948-ban, amelyhez Magyarország is csatlakozott, és az egyezményt az 1955. évi 16. törvényerejű rendelettel ki is hirdette. A magyar büntetőjog ennek az ENSZ-egyezménynek mint magasabb rendű, nemzetközi jogi normának a meghatározása alapján határozza meg és szankcionálja a népirtást.
2012. évi C. törvény a Büntető Törvénykönyvről, 142. §, Népirtás :
(1) Aki valamely nemzeti, etnikai, faji vagy vallási csoport teljes vagy részleges kiirtása céljából
a) a csoport tagjait megöli,
b) a csoport tagjainak, a csoporthoz tartozása miatt súlyos testi vagy lelki sérelmet okoz,
c) a csoportot olyan életfeltételek közé kényszeríti, amelyek azt vagy annak egyes tagjait pusztulással fenyegetik,
d) olyan intézkedést tesz, amelynek célja a csoporton belül a születések meggátolása,
e) a csoporthoz tartozó gyermekeket más csoportba elhurcolja,
bűntett miatt tíz évtől húsz évig terjedő vagy életfogytig tartó szabadságvesztéssel büntetendő.
(2) Aki népirtásra irányuló előkészületet követ el, bűntett miatt két évtől nyolc évig terjedő szabadságvesztéssel büntetendő.

## Népirtásnak nem minősülő, meghatározott nép, vagy felekezet elleni intézkedések
A szócikk elején szereplő meghatározás szerint nem tekinthető népirtásnak sem a tömeges deportálás (például a fekete-afrikaiak rabszolgaságba hurcolása, a németek kitelepítése Kelet-Európából a második világháborút követően, vagy a szlovákiai magyarok, illetve a magyarországi szlovákok egy részének erőszakos kitelepítése (a „szlovák–magyar lakosságcsere”), sem pedig az idegen etnikumú lakosság tömeges betelepítése egy adott területre (például szlovákok, románok, szerbek tömeges betelepítése a Kárpát-medence eredetileg magyar többségű településeire), bár tágabb értelemben gyakran ezeket az eseményeket is népirtásnak nevezik.
Franciaországban, Vendée tartományban 1793-ban, a francia forradalom elleni királypárti felkelés tört ki, amelynek során a forradalmi csapatok ezreket mészároltak le brutálisan. Napjainkban a tartomány vezetése és történészei szeretnék elérni, hogy az itt zajlott eseményeket is nyilvánítsák népirtássá.
2013-ban 20 állam ismerte el 190 közül az örmény népirtást.
Nem minősül jelenleg népirtásnak a más népek kultúrájának eltörlésére irányuló tevékenység.

## Törvényszékek
Az 1948-as ENSZ egyezményt követően hosszú ideig nem működött népirtást vizsgáló nemzetközi törvényszék, csupán az 1990-es években kezdtek el létrejönni. 1993-ban először a Nemzetközi Törvényszék jött létre ad hoc jelleggel, a délszláv háborúban elkövetett a nemzetközi humanitárius jogot súlyosan sértő cselekményekért felelős személyek megbüntetésére. Egy évvel később, 1994-ben létrejött a Ruandai Nemzetközi Törvényszék a ruandai népirtás felelőseinek megbüntetésére. A nemzetközi bűncselekményekkel foglalkozó első állandó bíróság, a Nemzetközi Büntetőbíróság (International Criminal Court, ICC) 2002-ben jött létre.